# La descorrupción
La descorrupción es un largometraje y ópera prima de la guayaquileña María Emilia García. La película concursó en festivales y fue estrenada en salas de cine culturales a lo largo de 2015. La directora propone una comedia negra, que retrata la corrupción y los límites humanos, desde el absurdo y la crueldad.

## Trama
La historia transcurre en un país plagado de corrupción, donde una funcionaria pública honesta, la ciudadana X31, vive tratando de luchar contra el sistema. Luego de que un gobierno nuevo toma el cargo e intenta acabar con la corrupción, termina siendo parte de la misma, por lo que la ciudadana X31 decide acabar con el problema asesinando a los políticos corruptos.

## Guion
El guion fue realizado por María Emilia García en su época universitaria, de entre muchos otros guiones. Los motivos que impulsaron su realización fueron el de realizar su maestría en cine en la Universidad Central de Florida, así inició su ópera prima, con el condicionamiento de que se realice una película de bajo presupuesto con menos de 50 mil dólares.

## Producción

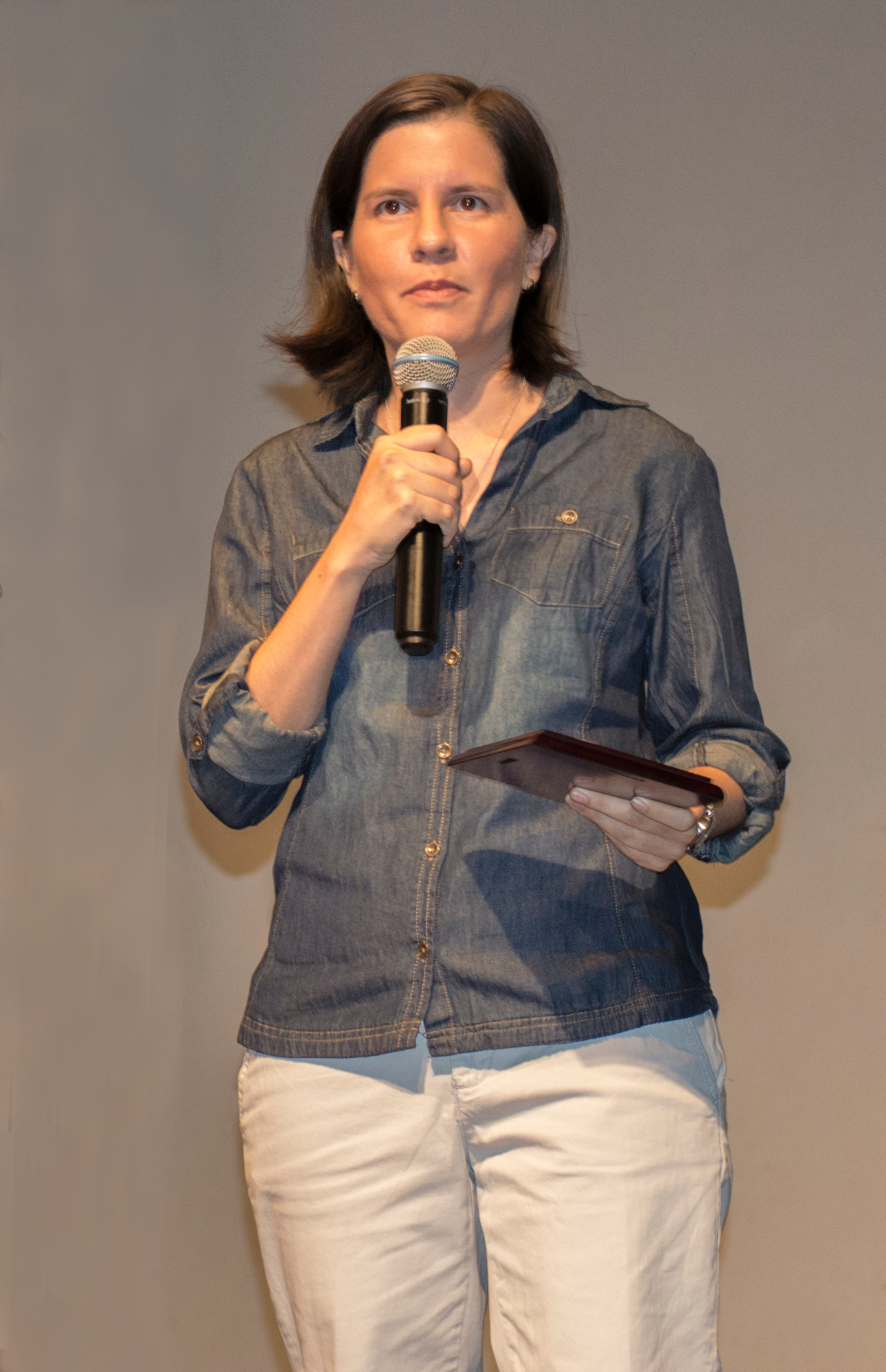
María Emilia García recibiendo el premio al Público por la película La descorrupción en el primer Festival Internacional de Cine de Guayaquil en 2015.

Para la financiación de la película se realizó una campaña de crowfunding, la cual no resultó exitosa debido a la falta de costumbre del mercado local en este tipo de transacciones. Debido a esto decidieron buscar apoyo en el extranjero, con la opción de depósitos en cuentas bancarias, lo que les ayudó a recaudar 2 mil dólares. La película se rodó con un total de 10 mil dólares.
El equipo fue conformado por menos de 15 personas, mismos quienes trabajaron sin ganancias algunas más que la del aprendizaje durante el rodaje. El rodaje de la película duró 3 meses en la ciudad de Guayaquil.

## Festivales y reconocimientos
La descorrupción en su estreno en festivales, ganó el Premio de la audiencia a mejor película internacional en Starlite Film Festival, en Florida, EE. UU. un festival que premia a películas de bajo presupuesto inferior a los 200 mil dólares, de directores independientes o estudiantes.
La película obtuvo el Premio del público, en el primer Festival Internacional de Cine de Guayaquil en 2015.

## Elenco
El elenco estuvo conformado por Angela Peñaherrera, Danilo Esteves, Andrés Crespo, Alfonsina Solines y Virgilio Valero.